# 北陸コンピュータ・サービス
北陸コンピュータ・サービス株式会社（ほくりくコンピュータ・サービス、英: HOKURIKU COMPUTER SERVICE Co.,Ltd.）は、富山県富山市と石川県金沢市に本社を置く日本のシステムインテグレーター。

## 沿革
- 1967年10月12日 - 富士通・三谷産業の共同出資により、株式会社金沢データセンター設立。本店を石川県金沢市に置く。
- 1972年11月 - 北陸銀行が資本参加・増資し、北陸コンピュータ・サービス株式会社に商号変更。
- 1988年12月 - 通商産業省よりシステムインテグレーターの登録を受ける。
- 1991年12月 - 金沢市の本店を新築・移転。
- 2015年09月 - データセンター「剱データセンター」を竣工
- 2017年10月 - 創業50周年

## 概要
北陸・中部地域を基盤としてシステム開発や導入支援をはじめとした、ITソリューション事業を手がける。
資本関係上、北陸銀行グループとの関わりがある。

## 事業所
- 金沢本社：石川県金沢市駅西本町二丁目7番21号（登記上の本店）
- 富山本社：富山県富山市婦中町島本郷47番地4
- 支社：高岡（富山県高岡市）、福井（福井県福井市）
- 営業所：首都圏（神奈川県横浜市）